# Macaulay (rivière)
Pour les articles homonymes, voir Macaulay.
La rivière Macaulay  (en anglais : Macaulay River) est un cours d’eau de la région de Mackenzie Country de l’Île du Sud de la Nouvelle-Zélande.

## Géographie
Elle s’écoule vers le sud à partir de la chaîne de ‘Two Thumbs Range’, qui est  une partie des Alpes du Sud, sa vallée se fusionnant avec celle de la rivière Godley  peu avant de son entrée dans l’extrémité nord du lac  Tekapo. 

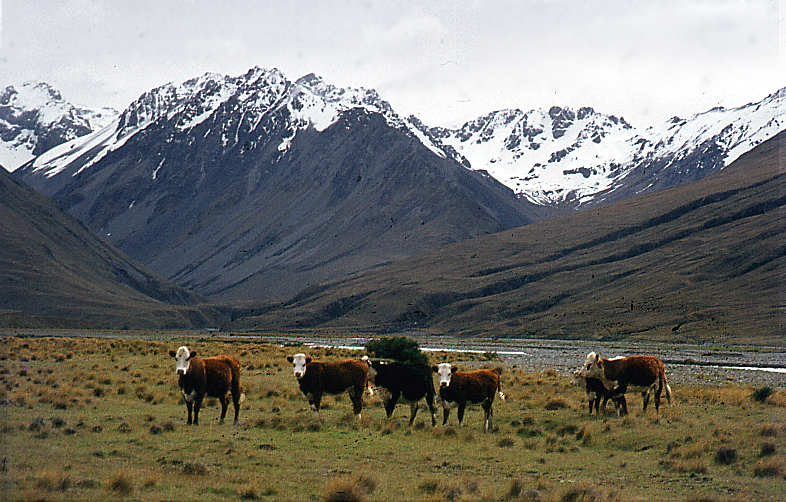
Bétail de Hereford broutant dans la vallée de la rivière Macaulay

- (en) Land Information New Zealand, « détail emplacement: Macaulay (rivière) », sur New Zealand Gazetteer